# مارتین لی (خواننده)
مارتین لی (به انگلیسی: Martin Lee) (۲۶ نوامبر ۱۹۴۶ – ۲۹ سپتامبر ۲۰۲۴) خوانندهٔ انگلیسی بود.
او عضو گروه برادرهود آف من بود.